# Ida Thunberg
Ida Thunberg, född 16 juli 1999, är en svensk friidrottare som främst tävlar i mångkamp och häcklöpning. Hon blev 2018 svensk mästare inomhus på 60 meter häck.
Thunberg deltog 2015 vid Europeiska Ungdoms-OS (EYOF) som hölls i Tbilisi, Georgien. Här sprang hon (tillsammans med Fanny Runheim, Amanda Hansson och Hanna Axelsson) i det svenska korta stafettlaget som tog sig till final och där kom på en fjärdeplats.

## Personliga rekord
| Utomhus - 100 meter – 12,04 (Göteborg 30 juni 2018) - 200 meter – 25,39 (Tammerfors, Finland 12 juli 2018) - 200 meter – 25,26 (medvind 3,8 m/s) (Jessheim, Norge 9 juni 2018) - 800 meter – 2:25,40 (Ljungby 26 maj 2018) - 800 meter – 2:28,07 (Jessheim, Norge 10 juni 2018) - 100 meter häck – 13,58 (Jessheim, Norge 9 juni 2018) - Höjd – 1,62 (Tammerfors, Finland 12 juli 2018) - Längd – 6,01 (Huddinge 4 augusti 2018) - Kula – 13,07 (Sätra 20 maj 2018) - Kula 3 kg – 13,61 (Tbilisi, Georgien 14 juli 2016) - Spjut – 49,09 (Köpenhamn, Danmark 12 augusti 2018) - Sjukamp – 5 638 (Jessheim, Norge 10 juni 2018) - Sjukamp U18 – 5 556 (Tbilisi, Georgien 15 juli 2016) | Inomhus - 60 meter – 7,59 (Uppsala 24 februari 2018) - 400 meter – 1:00,19 (Örebro 14 januari 2018) - 1 000 meter – 3:31,39 (Göteborg 4 februari 2018) - 60 meter häck – 8,32 (Gävle 18 februari 2018) - Längd – 5,87 (Örebro 9 januari 2016) - Kula – 11,68 (Örebro 14 januari 2018) - Kula 3 kg – 12,34 (Örebro 11 januari 2015) |